# Caloplaca obscurella
Caloplaca obscurella är en lavart som först beskrevs av J. Lahm ex Körb., och fick sitt nu gällande namn av Theodor 'Thore' Magnus Fries. Caloplaca obscurella ingår i släktet orangelavar och familjen Teloschistaceae.  Arten är reproducerande i Sverige. Inga underarter finns listade i Catalogue of Life.